# Resolution 3 des UN-Sicherheitsrates
Die Resolution 3 des UN-Sicherheitsrats wurde am 4. April 1946 angenommen. Der Sicherheitsrat stellt in der Resolution fest, dass die sowjetischen Truppen nicht fristgemäß aus iranischem Gebiet abgezogen wurden. Die Sowjetunion wird ersucht, die Truppen so schnell wie möglich abzuziehen; alle anderen Staaten, den Truppenabzug nicht zu behindern. Für den Fall, dass der Truppenabzug gefährdet werden sollte, wünscht der Sicherheitsrat informiert zu werden.
Die Resolution wurde mit 9 Stimmen angenommen. Australien enthielt sich der Stimme, die Delegation der Sowjetunion war nicht anwesend.

## Folgen
Am 8. Mai nahm der Sicherheitsrat in der Resolution 5 zur Kenntnis, dass die iranische Regierung den Abzug der sowjetischen Truppen nicht feststellen konnte und verschob weitere Schritte bis zum 20. Mai.